# 1964 à la télévision
| Années de la télévision : 1961 - 1962 - 1963 - 1964 - 1965 - 1966 - 1967    |
| Décennies de la télévision : 1930 - 1940 - 1950 - 1960 - 1970 - 1980 - 1990 |

Cet article présente les faits marquants de l'année 1964 à la télévision.

## Événements

### France
- 18 avril : Inauguration officielle de la deuxième chaîne de la RTF.
- 22 avril : Adoption en Conseil des ministres du statut définitif de l’Office de radiodiffusion-télévision française (ORTF).
- 27 juin : L'ORTF remplace la Radiodiffusion-télévision française (RTF). L'indicatif musical accompagnant les génériques d'ouverture et de fermeture d'antenne de la première chaîne est commandé par l'ORTF sur la suggestion de son conseiller musical Daniel-Lesur au compositeur Jean-Jacques Grünenwald[1],[2].
- Juin : Noële Noblecourt, présentatrice de l'émission Télé Dimanche, est officiellement licenciée pour avoir montré ses genoux à la télévision, mais interviewée par Vincent Perrot une trentaine d'années après, elle affirme avoir été renvoyée pour avoir refusé les avances de Raymond Marcillac, directeur de l'information de TF1.
- En 1964, 5 millions de Français possèdent un téléviseur.

### Royaume-Uni
- 20 avril : Lancement de la chaîne de télévision BBC Two

## Émissions

### France
- 30 avril : Première diffusion de la Caméra invisible réalisée par Igor Barrère sur  la deuxième chaîne de la RTF.
- 6 juillet : Dernière de l'émission Les Raisins verts (émission de télévision) sur RTF Télévision.

### Royaume-Uni
- 1er janvier : Création de l'émission Top of the Pops

## Séries télévisées

### États-Unis
- 9 février : diffusion du premier épisode de L'Épouvantail sur NBC
- 14 septembre : diffusion du premier épisode du Voyage au fond des mers sur ABC.
- 17 septembre : diffusion du premier épisode de Ma sorcière bien-aimée sur ABC
- 18 septembre : diffusion du premier épisode de La Famille Addams sur ABC
- 19 septembre : diffusion du premier épisode de Flipper le dauphin sur NBC
- 22 septembre : diffusion du premier épisode des Agents très spéciaux sur NBC
- 24 septembre : diffusion du premier épisode de Daniel Boone sur NBC
- 24 septembre : diffusion du premier épisode des Monsters sur  CBS
- 26 septembre : diffusion du premier épisode de L'Île aux naufragés sur CBS

### France
- 18 octobre : diffusion du premier épisode de Picolo et Picolette sur la première chaîne de l'ORTF

### Canada
- Diffusion de Monsieur Pipo.

## Principales naissances
- 5 janvier : Olivier Baroux, acteur.
- 10 janvier : Évelyne Thomas, présentatrice de télévision française.
- 17 janvier : Jamy Gourmaud, animateur de télévision français.
- 3 février : Corinne Masiero, actrice française.
- 17 mars : Rob Lowe, acteur américain.
- 24 mars : Raphaël Mezrahi, acteur comique français.
- 27 mars : Kad Merad, acteur, scénariste et humoriste franco-algérien.
- 6 avril : İskender Altın, acteur turc.
- 10 avril : Charly Nestor, animateur de télévision et un réalisateur français.
- 24 juin : Jean-Luc Delarue, animateur et producteur français († 23 août 2012).
- 22 juillet : Adam Godley, acteur britannique.
- 26 juillet : Sandra Bullock, comédienne américaine.
- 8 août : 
  - Gilles Verdez, journaliste, chroniqueur à la télévision et à la radio et écrivain français ;
  - Robert J. Tavenor, acteur canadien.
- 9 septembre : Pascal Praud, chroniqueur, animateur de radio et de télévision, journaliste sportif français, également producteur de télévision.
- 23 septembre : Bruno Solo, animateur, acteur, scénariste et réalisateur français.
- 13 octobre : Christopher Judge, acteur américain.
- 25 octobre : 
  - Michael Boatman, acteur américain ;
  - Nathalie Simon, véliplanchiste et animatrice de télévision française.
- 30 octobre : Cristina Córdula, présentatrice de télévision et ancien mannequin brésilien.
- 1er novembre : Thierry Moreau, journaliste français.
- 7 novembre : Dana Plato, actrice américaine († 8 mai 1999).
- 2 décembre : David Pujadas, journaliste français.
- 8 décembre : Teri Hatcher, américaine (série : Desperate Housewives).
- 15 décembre : Christophe Carrière, journaliste et écrivain français.
- 19 décembre  : Francis Letellier, journaliste français.
- 22 décembre : Tomás Valík, acteur tchèque.
- 29 décembre : Michael Cudlitz, acteur américain.

## Principaux décès
- 5 octobre : Roger Féral, journaliste, écrivain, scénariste et auteur dramatique français (° 19 octobre 1904).